# Pyrit
Pyrit, auch als Schwefelkies oder Eisenkies sowie Katzen- oder Narrengold bekannt, ist ein sehr häufig vorkommendes Mineral aus der Klasse der „Sulfide und Sulfosalze“. Chemisch gesehen ist es die kubische Modifikation des Eisen(II)-disulfids mit der chemischen Zusammensetzung FeS2, besteht also aus Eisen und Schwefel im Stoffmengenverhältnis von 1 : 2.
Pyrit ist in jeder Form undurchsichtig (opak) und entwickelt überwiegend idiomorphe Kristalle in der Form von Würfeln oder Pentagondodekaedern. Auch Oktaeder und Disdodekaeder sind verbreitet sowie Kombinationen zwischen diesen Formen. Die Kristallflächen zeigen oft eine charakteristische Streifung und im frischen Zustand einen lebhaften Metallglanz.
Mit einer Mohshärte von 6 bis 6,5 gehört Pyrit zu den harten Mineralen, die sich ähnlich wie das Referenzmineral Orthoklas (6) gerade noch mit einer Feile ritzen lassen.

## Etymologie und Geschichte
Der Name Pyrit stammt aus dem Altgriechischen: Von πῦρ pyr für „Feuer“ leitet sich πυρίτης (λἱθος) pyrítes (líthos) für „Feuerstein“ ab. Der Hintergrund dessen ist, dass sich mit einem harten Feuerstein Pyrit-Splitter abschlagen lassen, die sich an der Luft selbst entzünden und verbrennen:
{\displaystyle \mathrm {4\ FeS_{2}+11\ O_{2}\longrightarrow 2\ Fe_{2}O_{3}+8\ SO_{2}} }
Diese Eigenschaft wurde bereits in steinzeitlichen Schlagfeuerzeugen genutzt, um Feuer zu entfachen.
So wurden an verschiedenen Fundstellen Schwefelkiesknollen mit Bearbeitungsspuren entdeckt, die verschiedenen Epochen der Steinzeit zugeordnet werden konnten.
Fundorte sind unter anderem:
- Vogelherdhöhle bei Niederstotzingen (Baden-Württemberg) in Deutschland
- eine Grotte bei Les Eyzies-de-Tayac-Sireuil
- Grand Abri bei Laussel im französischen Département Dordogne,
- Grotte du Bois Laiterie in der Gemeinde Profondeville
- Trou de Chaleux bei Hulsonniaux (Gemeinde Houyet) in Belgien aus dem Jungpaläolithikum[8]
- Trou al’Wesse in der belgischen Gemeinde Modave aus dem Mesolithikum
- Robenhausen, Feldmeilen-Vorderfeld und Wollishofen-Haumesser (Kanton Zürich)
- Muntelier (Kanton Freiburg)
- Lac de Chalain (Département Jura)
- nahe Gisement des Baigneurs in der Gemeinde Charavines (Département Isère)
- bei Beg-er-Goalennec auf der Halbinsel Quiberon (Département Morbihan) in Frankreich aus dem Neolithikum.[9][10]

Im Altertum umfasste der Begriff pyrítes allerdings nicht nur das heute als Pyrit bekannte Mineral, sondern auch andere „Feuer in sich bergende“ Steine. So beschrieb Plinius beispielsweise in seinem 36. Band der Naturalis historia zur Beschaffenheit der Steine zwei Arten von metallisch aussehendem Pyrit von silberner beziehungsweise goldener Farbe aus den Gruben Zyperns. Es wird vermutet, dass es sich beim goldfarbigen um den heutigen Pyrit (möglicherweise einschließlich Kupferkies) und beim silberfarbigen um ein anderes, bisher nicht identifiziertes Sulfid handelt.

Der umgangssprachliche Name Katzengold leitet sich vom althochdeutschen Kazzūngold ab, was „goldgelbes Kirschharz“ bedeutet. Diese Bezeichnung tauchte schon in Handschriften aus dem 12. Jahrhundert auf mit der Vorstellung von etwas Falschem oder Unechtem (im Gegensatz zu echtem Gold). Meist wird der Begriff Katzengold zwar im Zusammenhang mit Glimmer im Allgemeinen beziehungsweise verwitterten Biotit im Besonderen verwendet, findet sich aber auch als Bezeichnung für den Pyrit.
Im englischen Sprachraum wird Pyrit fool’s gold genannt, also „Narrengold“. Diese Bezeichnung findet sich zwar auch im Deutschen, allerdings weitaus seltener. Möglicherweise wurde der Begriff aus dem Englischen übernommen. Völlig davon zu unterscheiden ist das aus Messing bestehende Rauschgold.
Lange wurden Pyrit und Markasit für das gleiche Mineral (zum Teil in unterschiedlichen Erscheinungsformen) gehalten; beide wurden in der Literatur oft als Schwefelkies oder auch Eisenkies, parallel auch als Markasit bezeichnet und noch bis ins 18. und 19. Jahrhundert galt Markasit als Trivialname. Erst Wilhelm von Haidinger stellte 1845 klar, dass der Eisenkies tatsächlich aus zwei verschiedenen, wenn auch sehr ähnlichen Mineralen bestand und bezeichnete den hexaedrischen (kubischen) als Pyrit und den „prismatischen“ (rhombischen) als Markasit.
Da Pyrit bereits lange vor der Gründung der International Mineralogical Association (IMA) bekannt und als eigenständige Mineralart anerkannt war, wurde dies von ihrer Commission on New Minerals, Nomenclature and Classification (CNMNC) übernommen und bezeichnet Pyrit als sogenanntes grandfathered Mineral.

## Klassifikation
Bereits in der veralteten 8. Auflage der Mineralsystematik nach Strunz gehörte der Pyrit zur Mineralklasse der „Sulfide und Sulfosalze“ und dort zur Abteilung der „Sulfide mit [dem Stoffmengenverhältnis] M : S < 1 : 1“, wo er als Namensgeber die „Pyrit-Reihe“ mit der Systemnummer II/C.05 und den weiteren Mitgliedern Aurostibit, Cattierit, Geversit, Hauerit, Laurit, Michenerit, Penroseit, Sperrylith, Trogtalit, Vaesit und Villamanínit bildete.
Im Lapis-Mineralienverzeichnis nach Stefan Weiß, das sich aus Rücksicht auf private Sammler und institutionelle Sammlungen noch nach dieser alten Form der Systematik von Karl Hugo Strunz richtet, erhielt das Mineral die System- und Mineral-Nr. II/D.17-030. In der „Lapis-Systematik“ entspricht dies ebenfalls der Abteilung „Sulfide mit dem Stoffmengenverhältnis Metall : S,Se,Te < 1 : 1“. Hier bildet Pyrit namensgebend die „Pyritgruppe“ mit der Systemnummer II/D.17 und weiteren Mitgliedern Aurostibit, Cattierit, Changchengit, Dzharkenit, Erlichmanit, Fukuchilit, Geversit, Hauerit, Insizwait, Kruťait, Laurit, Maslovit, Mayingit, Michenerit, Padmait, Penroseit, Sperrylith, Testibiopalladit, Trogtalit, Vaesit und Villamanínit (Stand 2018).
Die von der International Mineralogical Association (IMA) zuletzt 2009 aktualisierte 9. Auflage der Strunz'schen Mineralsystematik ordnet den Pyrit zunächst in die allgemeinere Abteilung der „Metallsulfide mit [dem Stoffmengenverhältnis] M : S ≤ 1 : 2“. Diese ist weiter unterteilt nach dem genauen Stoffmengenverhältnis und den in der Verbindung vorherrschenden Metallionen, so dass das Mineral entsprechend seiner Zusammensetzung in der Unterabteilung „M : S = 1 : 2, mit Fe, Co, Ni, PGE usw.“ zu finden ist, wo es ebenfalls Namensgeber der nach wie vor existierenden „Pyritgruppe“ mit der System-Nr. 2.EB.05a und den weiteren Mitgliedern Aurostibit, Cattierit, Dzharkenit, Erlichmanit, Fukuchilit, Gaotaiit, Geversit, Hauerit, Insizwait, Iridisit (von der IMA aktuell nicht anerkannt), Kruťait, Laurit, Penroseit, Sperrylith, Trogtalit, Vaesit und Villamanínit ist.
Auch die vorwiegend im englischen Sprachraum gebräuchliche Systematik der Minerale nach Dana ordnet den Pyrit in die Klasse der „Sulfide und Sulfosalze“ und dort in die Abteilung der „Sulfidminerale“ ein. Hier bildet er ebenfalls namensgebend die „Pyrit-Gruppe (Isometrisch: Pa3)“ mit der Systemnummer 02.12.01 und den weiteren Mitgliedern Aurostibit, Cattierit, Dzharkenit, Erlichmanit, Fukuchilit, Gaotaiit, Geversit, Hauerit, Insizwait, Kruťait, Krutovit, Laurit, Mayingit, Penroseit, Sperrylith, Trogtalit, Vaesit und Villamanínit innerhalb der Unterabteilung „Sulfide – einschließlich Seleniden und Telluriden – mit der Zusammensetzung AmBnXp, mit (m+n) : p = 1 : 2“.

## Chemismus
Pyrit besteht theoretisch, also bei idealer Zusammensetzung (Stoffreinheit), aus Eisen (Fe) und Schwefel (S) im Verhältnis von 1 : 2, was einem Massenanteil (Gewichts-%) von 46,55 % Fe und 53,45 % S entspricht. Natürliche Pyrite mit der fast stoffreinen Zusammensetzung von 46,49 % Fe und 53,49 % S und lediglich Spuren von 0,04 % SiO2 konnten unter anderem auf der italienischen Insel Elba nachgewiesen werden.
In vielen Mineralproben finden sich allerdings teilweise erhebliche Anteile anderer Elemente. So wurden beispielsweise in Proben aus der Millclose Mine nahe South Darley in der englischen Grafschaft Derbyshire ein Nickelanteil von 16,69 % gemessen und in Proben aus dem Kupfer- und Cobaltgebiet Gladhammar bei Västervik in der schwedischen Provinz Kalmar län ein Cobaltanteil von 13,90 %.
Des Weiteren wurden in Mineralproben aus anderen Fundorten unter anderem Fremdbeimengungen von Arsen, Antimon und Thallium sowie seltener auch mechanische Beimengungen wie Kupfer, Gold, Silber und Zink gefunden. Von den genannten Elementen können allerdings nur Anteile von Nickel, Cobalt und Arsen als möglicher diadocher Ersatz für einen Teil des Eisens und Schwefels dienen, während die übrigen auf mechanischen Beimengungen unter anderem von Chalkopyrit (Kupferkies, CuFeS2) beruhen.
Pyrit zeigt aufgrund des hohen Anteils an homöopolaren, kovalenten Bindungen mit entsprechend hoher Bindungsenergie im Allgemeinen eine eher geringe Neigung zur Bildung von Gitterfehlern und Mischkristallen. Einzig mit Cattierit (CoS2) ist Pyrit unbeschränkt mischbar. Mischkristalle mit Hauerit (MnS2) kommen praktisch nicht vor. Die Löslichkeit von Vaesit (NiS2) in Pyrit ist eher gering. Nach den von L. A. Clark und G. Kullerud 1963 durchgeführten Analysen beträgt die maximale Löslichkeit von NiS2 in FeS2 7,7 % bei 729 °C und sinkt bei 700 °C auf 6,8 %, konnte jedoch bei niedrigeren Temperaturen nicht mehr bestimmt werden. Die meisten nickelhaltigen Pyrite werden allerdings bei relativ niedrigen Temperaturen abgeschieden, wobei die Gleichgewichtslöslichkeit von Nickel deutlich unter 1 % liegt (alle Angaben in Gew.-%). Die nickelhaltige Pyrit-Varietät Bravoit kann sich nur unter 137 °C bilden und der größte Teil des Nickels liegt bei diesen Pyriten in metastabiler fester Lösung vor.

## Kristallstruktur
Pyrit kristallisiert in der kubisch-disdodekaedrischen Kristallklasse in der Raumgruppe Pa3 (Raumgruppen-Nr. 205) mit dem Gitterparameter a = 5,42 Å (542 pm) sowie vier Formeleinheiten pro Elementarzelle.
Strukturell ähnelt der Pyrit sehr stark dem Halit (auch Natriumchlorid, NaCl), wobei allerdings die einfach positiv geladenen Natriumionen durch Eisenionen und die einfach negativ geladenen Chloridionen durch hantelförmige S2-Gruppen, ein Disulfid-Ion, das strukturell dem Peroxid-Ion entspricht, ersetzt sind. Die Hantelachsen sind jeweils parallel zu den 3-zähligen Drehachsen ausgerichtet, jedoch in unterschiedlicher Orientierung, was zu einer Erniedrigung der Symmetrie führt. Innerhalb der „Schwefelhantel“ herrscht kovalente Bindung, zwischen Schwefel und Eisen dagegen Ionenbindung.
| Kristallstruktur von Pyrit |
| - mit Blickrichtung parallel zur a-Achse - mit Blickrichtung parallel zur b-Achse - mit Blickrichtung parallel zur c-Achse - räumliche Darstellung zentriert nach den drei Raumdiagonalen - und als Polyeder-Modell |
| Farbtabelle: _ Fe 0 _ S |

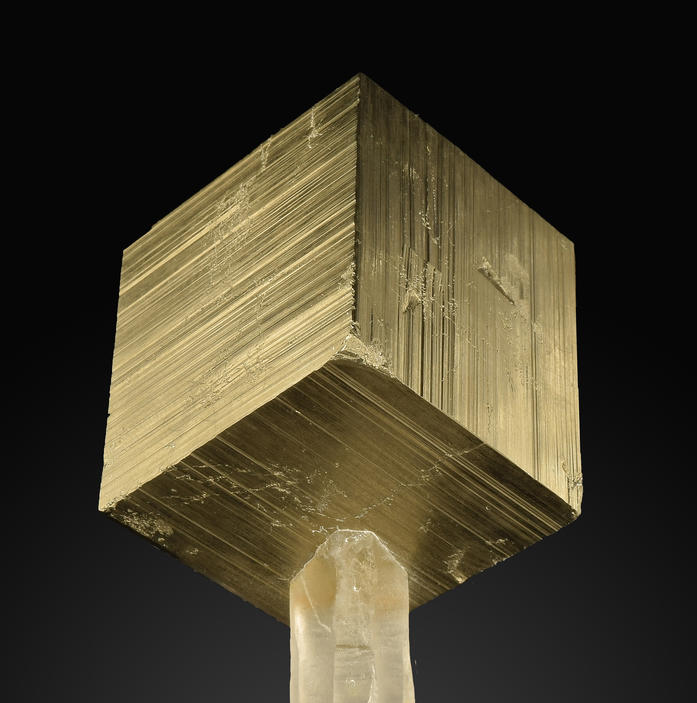
Pyritwürfel mit deutlich unterschiedlich ausgerichteter Streifung

Gelegentlich lässt sich die geringere Symmetrie der disdodekaedrischen gegenüber der höchstsymmetrischen hexakisoktaedrischen Klasse anhand der Flächenstreifen von würfeligen Pyritkristallen erkennen. Nur bei den jeweils gegenüberliegenden Würfelflächen zeigt die Streifung in die gleiche Richtung. Die Drehachsen senkrecht auf den Würfelflächen sind also nicht wie bei einem geometrisch exaktem Würfel vierzählig, sondern nur zweizählig.
Auch die beim Pyrit häufig auftretende Kristallform des Pentagondodekaedern ist eine charakteristische Form der disdodekaedrischen Klasse.

## Eigenschaften

### Morphologie
Pyrit kommt für gewöhnlich in derben, körnigen Massen vor oder bildet kugel- bis himbeerförmige, konzentrisch schalige Aggregate. Scheibenförmig radialstrahlige Aggregate (Pyritsonnen) bilden sich sedimentär.
Gut ausgebildete Kristalle sind häufig und können über 25 cm groß werden. Bisher sind mehr als 60 Kristallformen bekannt. Die häufigsten Formen mit ihren Millerschen Indizes sind der Würfel {100}, das Pentagondodekaeder {210} und das Oktaeder {111} sowie deren Kombinationen. Das Pentagondodekaeder findet sich vorwiegend bei Pyritkristallen und daher wird diese Form auch Pyritoeder genannt. Seltener und meist nur in Kombination mit anderen Formen findet man das Rhombendodekaeder {110}, Trapezoeder {221} und das Disdodekaeder (Diploid) {321}. Sehr selten sind gebogene, leistenförmige Kristalle.

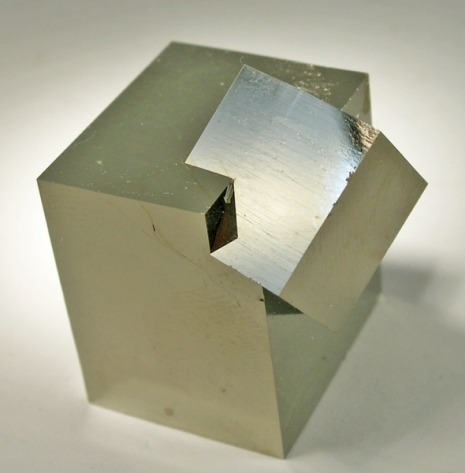
Würfel {100}
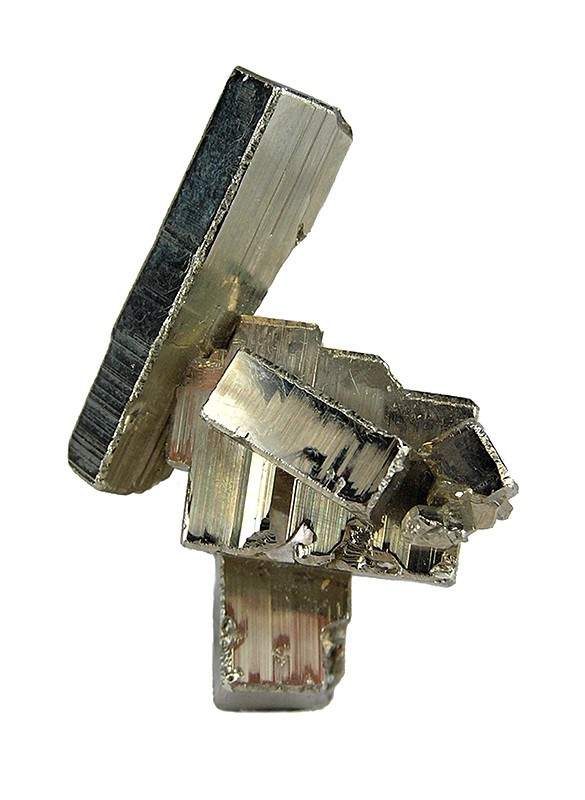
Würfel, plattig verzerrt
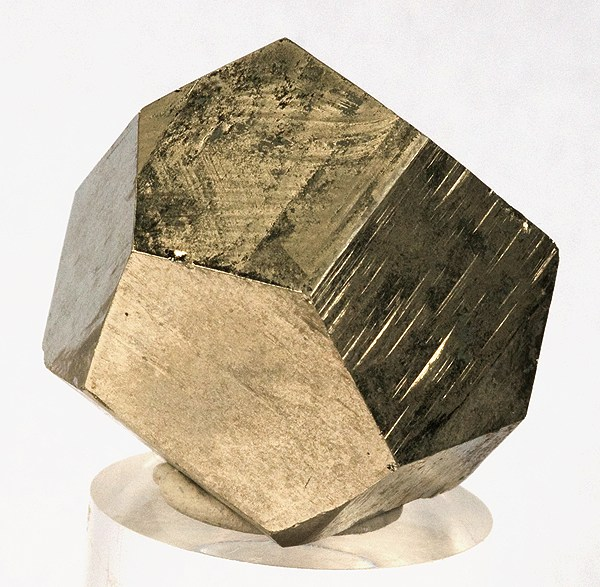
Pentagondodekaeder (Pyritoeder) {210}
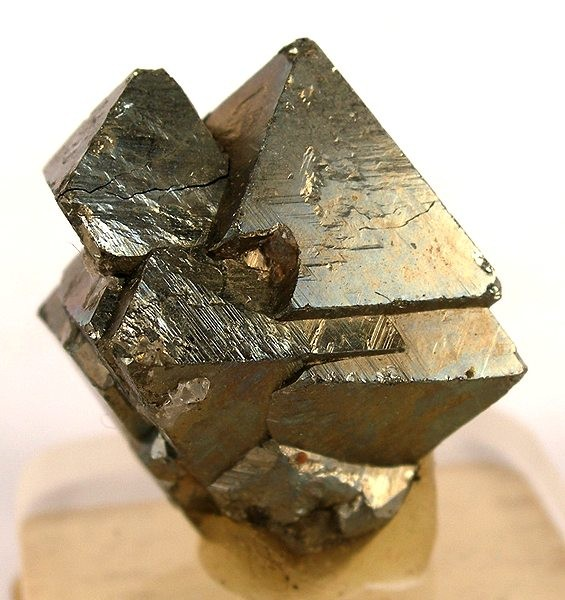
Oktaeder {111}
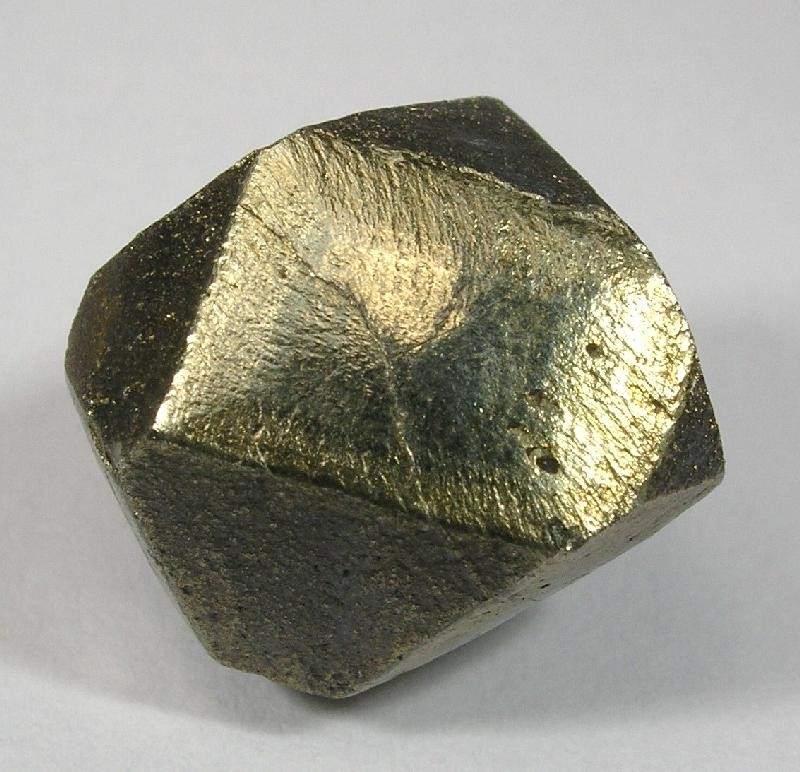
Kuboktaeder, Kombination aus {100} und {111}
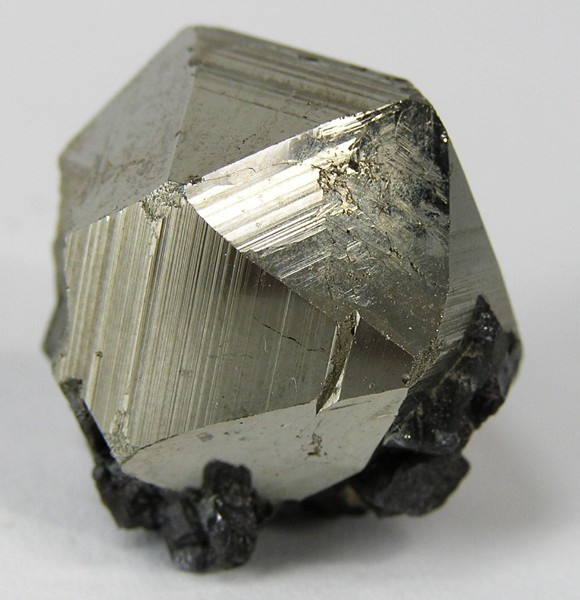
Kombination aus {210} und {111}
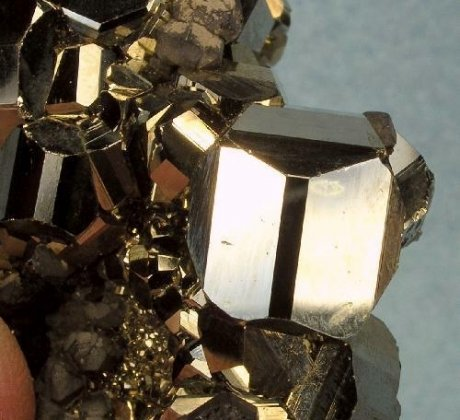
Kombination aus {210} und {100}
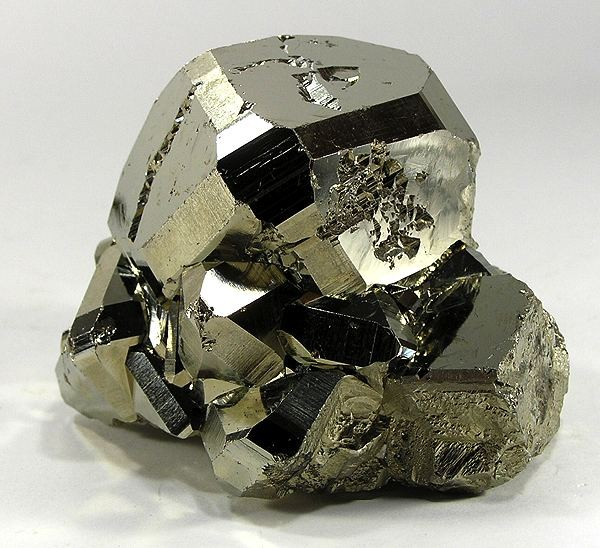
Kombination aus {111}, {100} und {110}
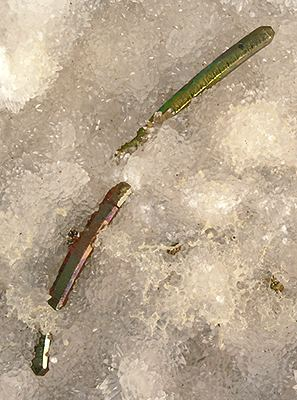
leistenförmiger Pyrit
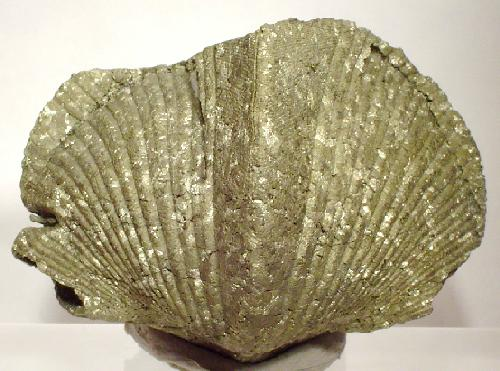
Pseudomorphose von Pyrit nach Brachiopode
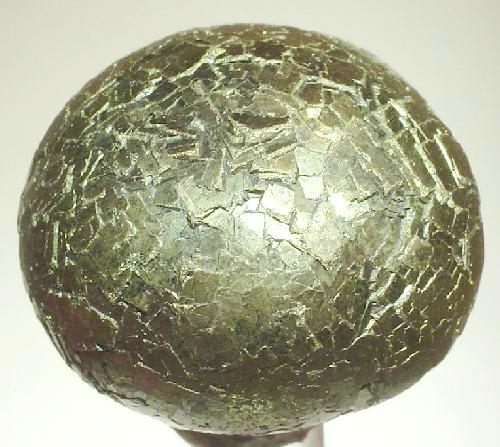
Pyritkugel
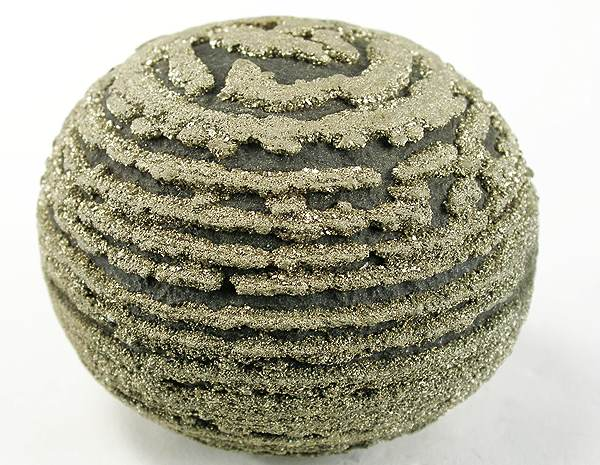
Knollig-kugelige Pyrit-Limonit-Konkretion (Handelsname Bojistein)
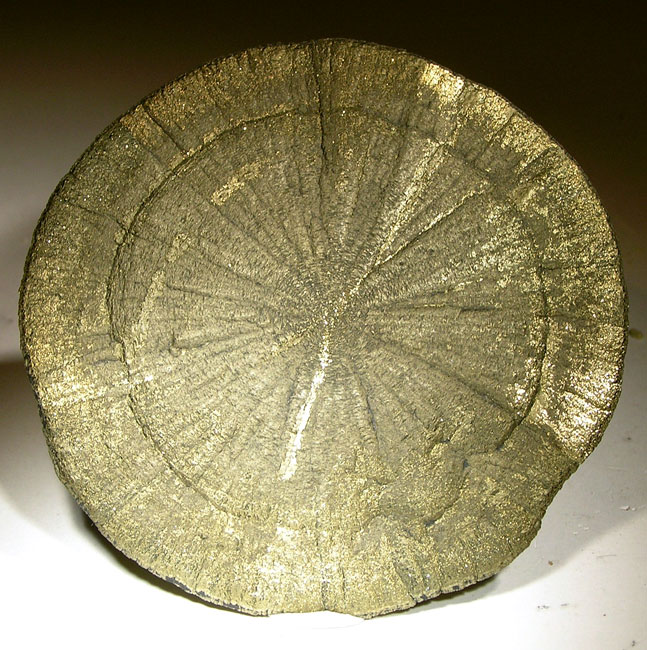
Pyritsonne

Bekannt sind auch Epitaxien, das heißt gesetzmäßige Verwachsungen zwischen Pyrit und seinem orthorhombischen Verwandten Markasit. Bei dieser Verwachsungsform sind jeweils zwei Würfelflächen von Pyrit parallel zu einer Basis- und einer Prismenfläche von Markasit ausgerichtet.

### Physikalische Eigenschaften

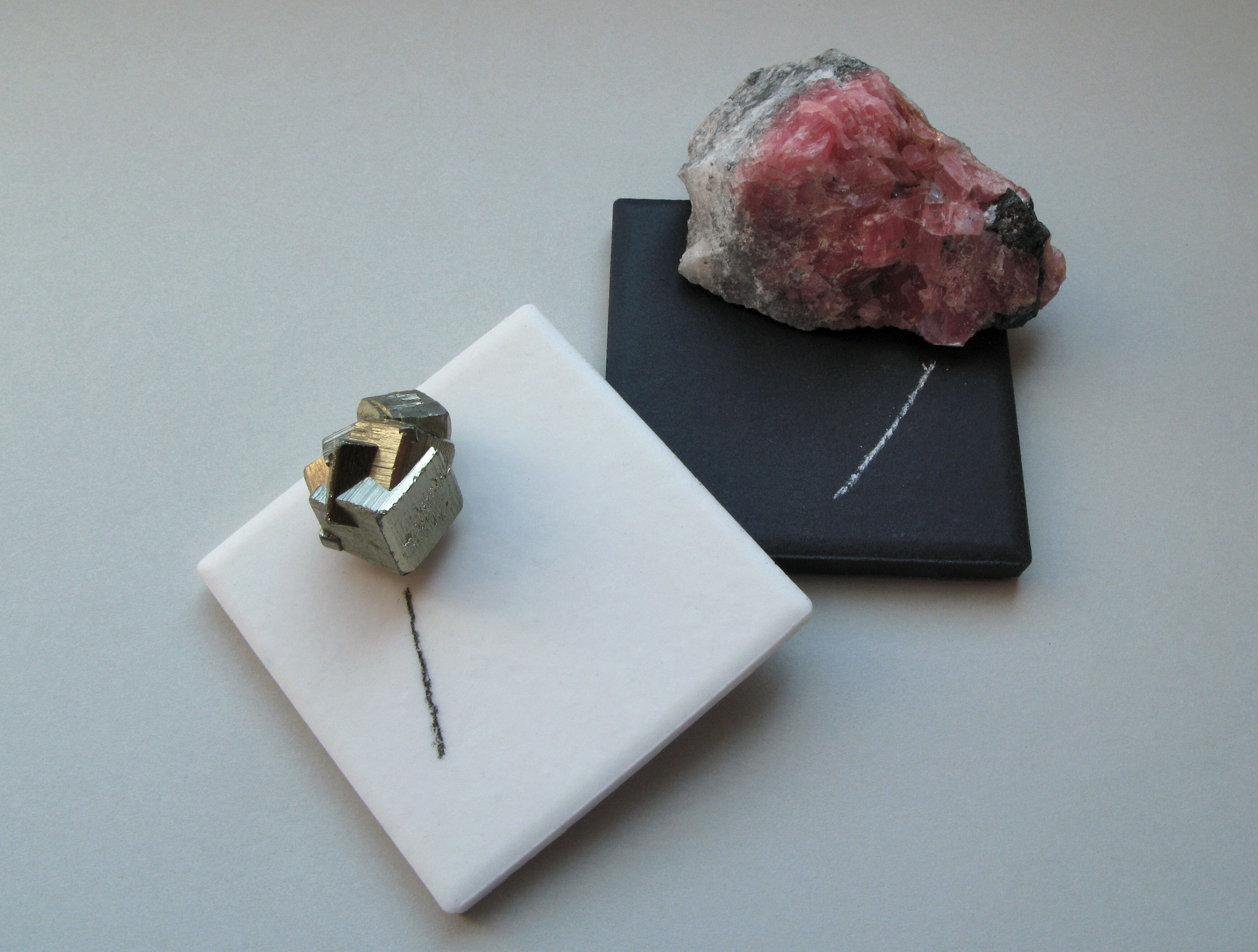
Strichtafel mit Pyrit (links) und Rhodochrosit (rechts)

Aufgrund seines metallischen Glanzes und seiner goldenen Farbe wurde und wird Pyrit häufig mit Gold verwechselt. Anders als echtes Gold ist Pyrit allerdings nicht formbar und wesentlich härter als das Edelmetall. Zudem hinterlässt Pyrit auf der Strichtafel einen deutlichen schwarzen Strich (mit gelegentlichem Stich ins Grünliche oder Bläuliche), Gold dagegen einen goldfarbigen. Allerdings kann Pyrit an einigen Fundstätten tatsächlich winzige Mengen Gold enthalten, die es zu einem wirtschaftlich abbaubaren Golderz machen können. Gelegentlich zeigt Pyrit eine bräunliche oder bunte Anlauffarbe.
Die für ein Sulfid ungewöhnlich hohe Mohshärte von 6 bis 6,5 beim Pyrit hat ihre Ursache in dem hohen Anteil an kovalenten Bindungen.
Pyrit zeigt nur eine undeutliche Spaltbarkeit nach den Würfelflächen {001}. Auf mechanische Beanspruchung reagiert er aber insgesamt spröde und bricht muschelig wie Glas.

### Chemische Eigenschaften
Pyrit ist löslich in Salpetersäure, konzentrierter Salzsäure sowie in heißer konzentrierter Schwefelsäure. Beim Erhitzen auf über 743 °C zersetzt sich das Mineral. Ab einer Temperatur von 570 °C wandelt sich Pyrit in Pyrrhotin um.
Vor dem Lötrohr brennt Pyrit mit bläulicher Flamme und unter Abgabe von Schwefeldioxid (SO2). Als Schmelzprodukt entsteht eine schwarze, magnetische Kugel.

### Elektrische Eigenschaften
Pyrit ist ein natürlicher Halbleiter, dessen Energielücke zwischen Valenzband und Leitungsband durch Einbau von Fremdatomen herabgesetzt ist. Eine Dotierung mit Arsen führt zu einem p-Halbleiter.
Die Bandlücke liegt zwischen 0,8 und 1,8 eV. Ob es sich dabei um direkte oder indirekte Bandkantenübergänge handelt, ist noch unklar. Für den indirekten Übergang wird meist eine Energie von 0,95 eV angegeben. Die Dielektrizitätskonstante {\displaystyle \varepsilon } von Pyrit beträgt 20,8.
Aufgrund ihrer halbleitenden Eigenschaft wurden natürliche Pyrit-Stücke früher in Detektorempfängern (Detektorradio) als Kristalldetektor zur Demodulation verwendet. Durch Kontaktierung von Hand nach dem Prinzip einer Spitzendiode suchte man mit einer Nadel eine als Diode geeignete Region auf dem Stein. Dass Pyrit noch im Ersten Weltkrieg (bis 1918) militärisch auch für die drahtlose Telegrafie gebraucht wurde, ist anhand eines Briefs vom 2. Februar 1918 im Archiv der Mineralogischen Staatssammlung München nachweisbar. Die Firma Dr. F. Krantz. Rheinisches Mineralien-Kontor (Inhaber zu dieser Zeit war Friedrich Krantz, ein Neffe von Adam August Krantz) bittet darin den damaligen Leiter der Mineralogischen Staatssammlung um den Verkauf von Pyrit zu einem Preis von 12 Mark pro 100 g mit der Aussicht, dass es nach Kriegsende nicht schwer sein dürfte, diese Pyrite zu ersetzen.

### Magnetische Eigenschaften
Im Jahr 2020 gelang es Wissenschaftlern der University of Minnesota, das eigentlich nicht für Magnetismus bekannte Pyrit in einen Eisenmagneten zu transformieren. Hierzu wurde das Material in Kontakt mit einer Elektrolytlösung gebracht und anschließend eine schwache Spannung von einem Volt angelegt. Nachdem die Spannung wieder getrennt wurde, kehrte das Pyrit wieder in seinen nicht-magnetischen Urzustand zurück.

## Modifikationen und Varietäten
Die Verbindung FeS2 ist dimorph, das heißt, sie kommt neben der kubisch kristallisierenden Modifikation Pyrit noch als orthorhombisch kristallisierende Modifikation Markasit vor.
Bisher sind folgende Pyrit-Varietäten bekannt:
- Der nickelhaltige Bravoit (auch Mechernichit nach dessen Fund am Mechernicher Bleiberg bei Mechernich, NRW)[36] wurde zuerst in Vorkommen der Ragra Mine (Minasragra), Junín, Cerro de Pasco, Alcides Carrión Province, Pasco, Peru entdeckt und beschrieben. Benannt wurde er nach dem peruanischen Wissenschaftler Jose J. Bravo (1874–1928).[37]

- Hengleinit ist eine cobalt- und nickelhaltige Varietät, die zuerst in Gesteinen aus Müsen, Siegerland, Nordrhein-Westfalen beschrieben wurde.[38]

- Für den arsenhaltigen „Gelpyrit“ (auch Melnikovitpyrit) lässt sich keine exakte Formel angeben, da er aus einem gelartigen Gemenge aus FeS und FeS2 auskristallisiert. Er besteht dann zwar überwiegend aus Pyrit, enthält jedoch auch geringe Anteile an FeS und möglicherweise zusätzlich Wassereinschlüsse. Auch Gelreste sind gelegentlich erhalten.[39]

## Bildung und Fundorte

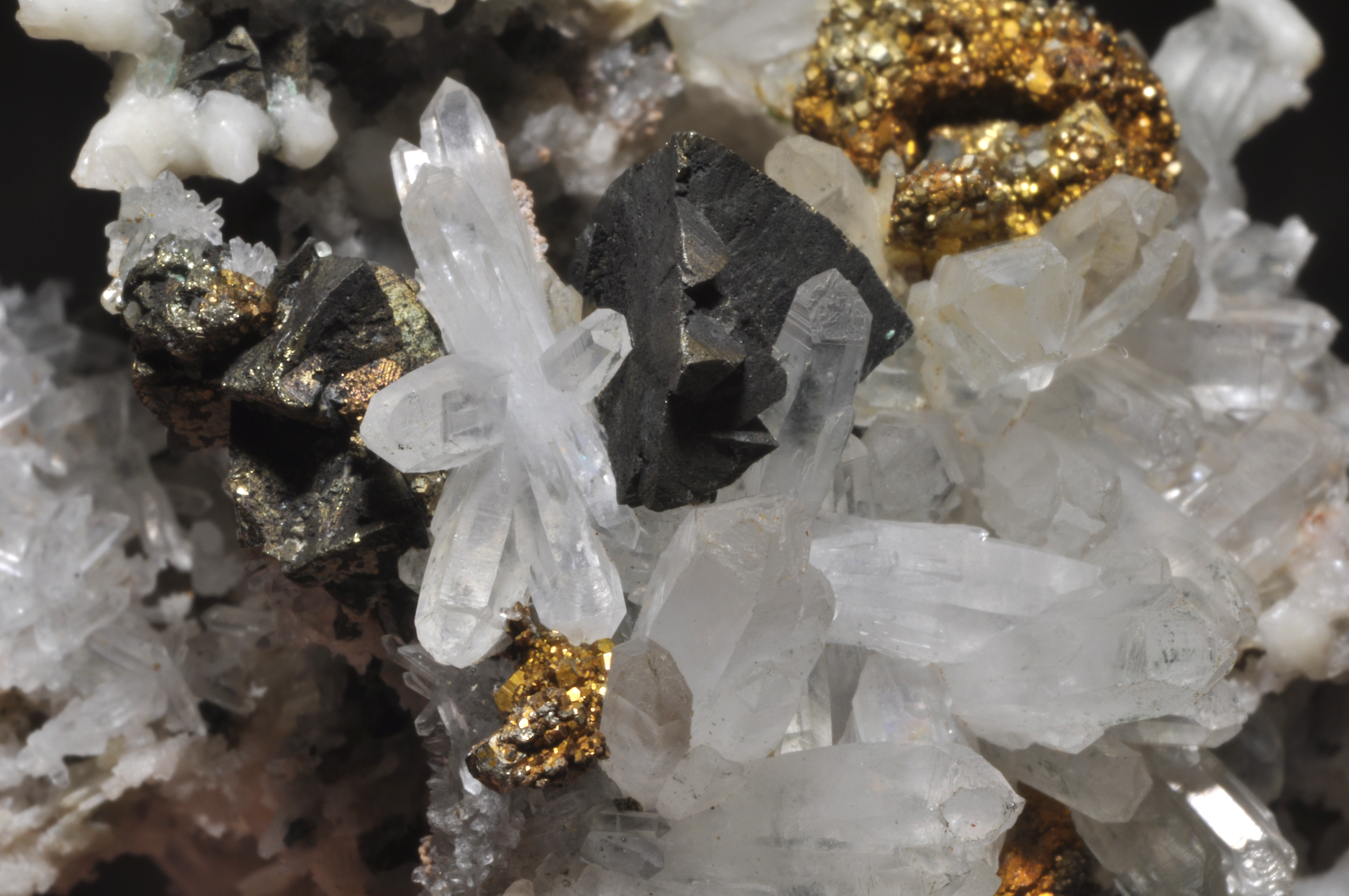
Makroaufnahme einer Paragenese mit Galenit (dunkelgrau), Quarz (farblos, weiß) und Pyrit (goldfarbig)

Pyrit ist ähnlich wie sein weniger stabiler Verwandter Markasit und das Bleisulfidmineral Galenit ein sogenannter „Durchläufer“, der unter magmatischen wie unter sedimentären und metamorphen Bildungsbedingungen beständig ist. Aufgrund seines weiten Stabilitätsbereichs ist Pyrit eines der am weitesten verbreiteten Minerale und das weitaus häufigste Sulfidmineral, das oft mächtige Pyritlager bildet. Weltweit konnte Pyrit bisher an über 44.000 Fundorten nachgewiesen werden (Stand: 2021).
Auch wenn Pyrit in fast allen Lagerstättentypen vorkommt, ist allerdings immer die wichtigste Voraussetzung für dessen tatsächliche Entstehung das weitgehende Fehlen von Sauerstoff. Das in der chemischen Formel nötige zweiwertige Eisen (Fe2+) kann nur unter sauerstoffarmen bis -freien Bedingungen existieren. Dies ist auch der Grund für den Hauptbildungsbereich von Pyrit aus hydrothermalen Lösungen, da in diesem Bereich der Sauerstoffpartialdruck bis über 300 °C (im sauren Milieu) so gering ist, dass Eisen nur als Fe2+ vorliegt. Unter den Bedingungen in der sauerstoffreichen Atmosphäre an der Erdoberfläche kann Pyrit also nicht entstehen. Einmal gebildet, ist Pyrit allerdings metastabil wie Diamant, wenn auch weniger beständig als letzterer.
Als Durchläufermineral kann Pyrit mit vielen anderen Mineralarten vergesellschaftet vorkommen, wobei allerdings die Sulfide und Sulfosalze überwiegen. Häufige Bildungspartner sind neben Galenit und Markasit unter anderem Arsenopyrit, Chalkopyrit, Pyrrhotin und Sphalerit. Hinzu kommen noch Baryt, Calcit, Fluorit, Hämatit und Quarz.

### Magmatische Bildung
In magmatischen Gesteinen ist Pyrit als akzessorischer Bestandteil verbreitet, wobei die Bildungsobergrenze in Abhängigkeit von Druck und Temperatur durch den Zerfall in Pyrrhotin (Fe1−xS) und Schwefel (S) bestimmt wird. In intramagmatischen Nickel-Pyrrhotin-Lagerstätten bildet sich Pyrit zunächst nur untergeordnet und entsteht erst bei tieferen Temperaturen. So findet sich Pyrit beispielsweise in dem zum südafrikanischen Bushveld-Komplex gehörenden Merensky Reef in größeren Mengen. Des Weiteren ist er in Granit-Pegmatiten, wenn auch in eher geringen Mengen, zu finden.

### Hydrothermale Bildung
Der Hauptbildungsbereich von Pyrit ist hydrothermalen Ursprungs, wobei das Mineral in allen hydrothermalen Gang- und Verdrängungslagerstätten sowohl in derben Massen, als auch in perfekt ausgebildeten Kristallen auftreten kann. Große Verdrängungslagerstätten wurden unter anderem in der Toskana bei Gavorrano, Niccioleta und Boccheggiano bekannt. Eine weitere bekannte Massivsulfid-Verdrängungslagerstätte ist Madem-Lakkos etwa 3,5 km entfernt von Stratoni und etwa 100 km südöstlich von Thessaloniki auf der griechischen Halbinsel Chalkidiki.
Einen Übergangsbereich bilden submarine sedimentär-exhalative Lagerstätten, in denen Pyrit neben anderen Sulfiden zu den wichtigsten Erzmineralen gehört. So entsteht das Mineral beispielsweise seit rund 25.000 Jahren aus teilweise mehr als 60 °C heißen Salzlösungen und sammelt sich zusammen mit anderen Sulfiden in tiefen Becken des Roten Meeres. Dort bildeten sich im Lauf der Zeit mächtige, metallreiche Lagerschichten aus Sulfidschlamm. Die größte bekannte Ablagerung dieser Art ist das „Atlantis-II-Tief“ in rund 2000 Metern Tiefe mit einer Ausdehnung von rund 90 km², was etwa der Größe Manhattans entspricht. Von Schwarzen Rauchern am Grund der Tiefsee ist ebenfalls bekannt, dass sie große Mengen Pyrit ausstoßen können, das im kalten Meerwasser ausfällt.
Zu den bekannten Lagerstätten dieses Typs gehören auch das Bergwerk Rammelsberg im niedersächsischen Landkreis Goslar (Deutschland), das ehemalige Bergwerk Drei Kronen & Ehrt (vormals Grube Himmelsfürst bzw. Grube Einheit) bei Elbingerode im Landkreis Harz (Sachsen-Anhalt) und der Hüttenberger Erzberg im Nordosten von Kärnten in Österreich.

### Sedimentäre Bildung

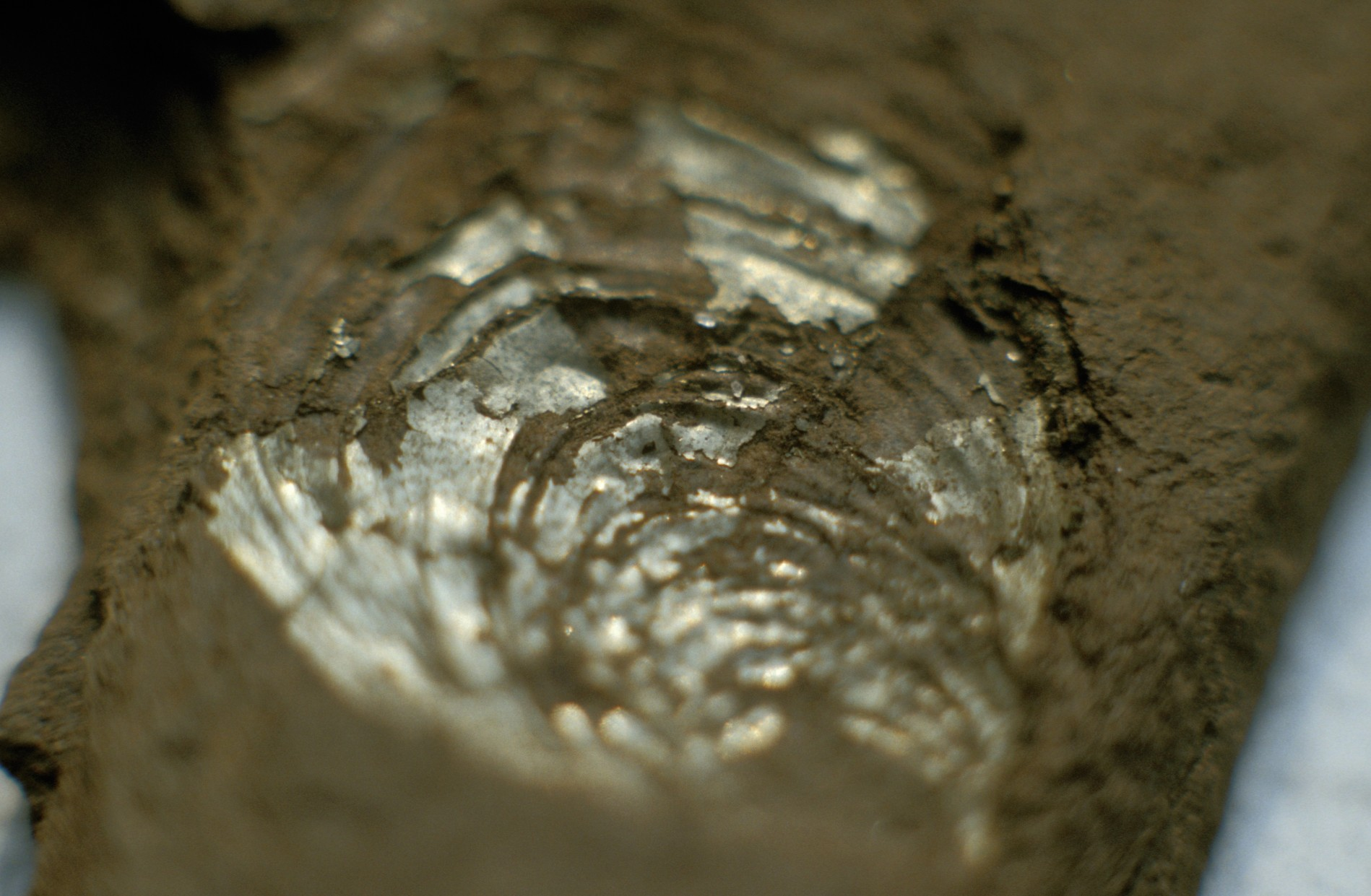
Pyrit als „Muschelabdruck“ auf fossilem organischem Sedimentmaterial, sauerstofffreier Grundwasserleiter (Tiefe: 17,5 m, Bildbreite: 23 mm)

In Sedimenten wird Pyrit durch die Stoffwechseltätigkeit von sulfatreduzierenden Bakterien zunächst immer als amorphes Eisenmonosulfid (FeS) ausgefällt. Unter anoxischen Bedingungen, etwa in Meeresbecken wie dem Schwarzen Meer kann es auch direkt, schon in der Wassersäule, ausfällen. Gelöste Sulfationen sind im Meerwasser grundsätzlich immer in ausreichender Konzentration vorhanden. Der Prozess kann aber auch im Boden ablaufen, sofern sulfatreiches Grundwasser, beispielsweise in der Nähe von Gipsablagerungen, vorhanden ist. Das überwiegend amorphe Eisenmonosulfid reagiert, unter anderem durch ebenfalls mikrobiell gefällten Schwefel zu Eisendisulfid (FeS2) weiter, welches als Pyrit oder Markasit kristallisiert. Andere Eisensulfidphasen wie Mackinawit und Greigit werden ebenfalls gebildet, sind aber in der Regel nicht langfristig stabil, sondern werden durch den von den Bakterien produzierten Schwefelwasserstoff weiter zu Pyrit umgewandelt.
Diese Reaktion kann im Wasser direkt ablaufen (unter Bildung von Framboiden genannten konzentrischen rundlichen Aggregaten), in Sedimenten meist im Verlauf von Jahrzehnten bis Jahrhunderten. Thermodynamisch (wie im Pourbaix-Diagramm dargestellt) ist Pyrit unter anoxischen Bedingungen im Meerwasser die einzige stabile Phase. Markasit kann nur in sauren Wässern, also in limnischen Sedimenten, nicht aber im alkalischen Meerwasser, abgeschieden werden. Pro Jahr werden hauptsächlich in marinen Sedimenten auf diese Weise mindestens fünf Millionen Tonnen Pyrit gebildet.
Während der Diagenese der Sedimente kommt es in der Regel zu einer Kornvergröberung durch Sammelkristallisation, wobei Pyrit die Fähigkeit hat, fast alle in Sedimenten auftretenden gesteinsbildenden Mineralien zu verdrängen und sich so Platz zu schaffen. Ein bevorzugter Ort für die Abscheidung von Pyrit sind Hohlraumstrukturen, wie innerhalb von im Sediment eingebetteten Weichtierschalen (Ammonitengehäuse und ähnliche). Hier kann durch die oben dargelegten Prozesse über lange Zeiträume hinweg so viel Pyrit akkumuliert werden, dass die Kammern der Ammonitengehäuse manchmal vollständig ausgefüllt werden und ein Steinkern aus Pyrit gebildet wird. Bei stärkerer Komprimierung kann Pyrit zu größeren Kristallen wachsen und sogar Muschelschalen oder Knochen ersetzen. Auf diese Weise können Fossilien komplett umgewandelt werden. Ein Beispiel hierfür sind die als „Goldschnecken“ (mundartlich auch Goldschneckli) bezeichneten Ammoniten des Jura der Fränkischen Alb und Württemberg.
Schließlich kommt Pyrit auch in Braun- und Steinkohle sowie in sauerstofffreien Grundwasserleitern vor. Er ist in dieser Umgebung meist schlecht kristallisiert und sehr oxidationsempfindlich.

### Metamorphe Bildung

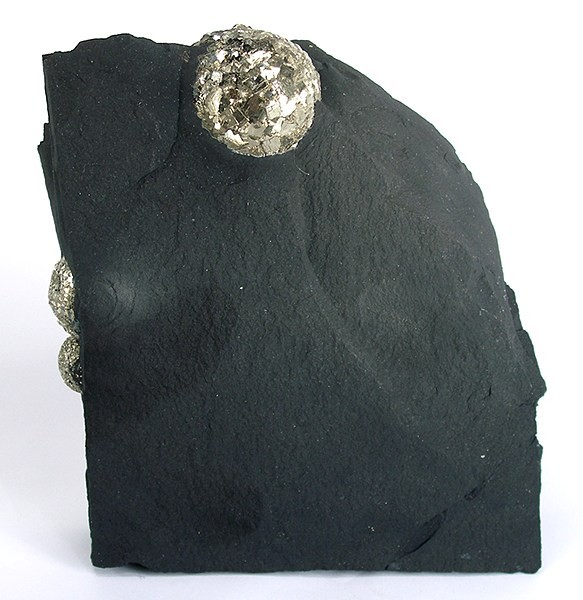
Kugeliger Pyrit in Schwarzschiefer aus der Region Pilbara, Westaustralien (Größe 11,3 cm × 9,6 cm × 3,4 cm)

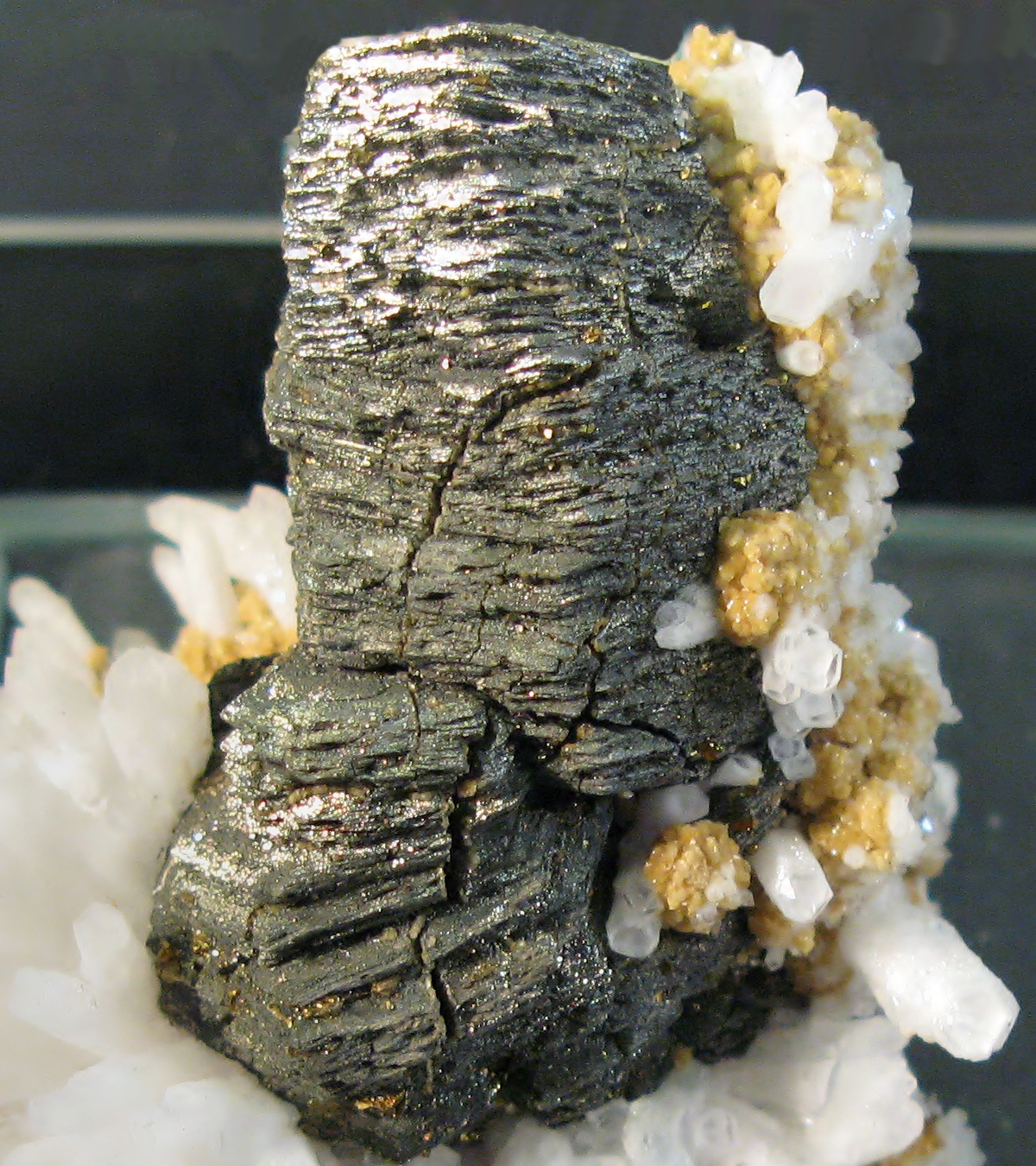
Pseudomorphose Pyrit nach Pyrrhotin auf Quarz aus Trepča, Kosovo

Unter dem Einfluss regionalmetamorpher Kräfte kann Pyrit bis in die Katazone (über 500 °C) hinein erhalten bleiben, wo es schließlich zur Umwandlung in Pyrrhotin kommt. Allerdings beginnt bereits bei deutlich niedrigeren Temperaturen in der Epizone eine Re- und Sammelkristallisation, bei der aus winzigen, im Gestein verteilten Pyritkörnchen große Kristalle wachsen. Sehr häufig findet sich diese Form der Kristallbildung im festen Zustand bei Gneisen und Grünschiefern (auch Chloritschiefer). Bekannte Fundorte dieses Typs waren und sind unter anderem die Smaragd-Lagerstätte im Habachtal in den Hohen Tauern im Salzburger Land (Österreich) mit Funden von zentimetergroßen Pyritwürfeln sowie als ehemals wirtschaftlich bedeutende Pyrit-Erzlagerstätte die Grube Bayerland in der Oberpfälzer Gemeinde Leonberg (Bayern) und als eine der bekanntesten, weil mineralreichsten Fundstätte die Grube Lengenbach im Binntal im Schweizer Kanton Wallis.
Bis Anfang der 1980er Jahre gehörte auch der Schwefelkiesbergbau bei Meggen im Sauerland (Nordrhein-Westfalen) zu den wirtschaftlich bedeutenden Vorkommen in Deutschland mit einer Jahresproduktion von rund 450.000 t Pyrit.
Weitere bekannte Fundorte dieses Typs sind unter anderem die ehemalige Fluorit-Grube Hohe Warte bei Gernrode in Sachsen-Anhalt (Deutschland) mit Hornfels- und Skarngesteinen, wo neben dezimetergroßen Pyritkristallen und -Aggregaten auch das seltene Mineral Cronstedtit auftritt, der zur Ankogelgruppe gehörende Plattenkogel mit seinen aplitischen Gneisen in Kärnten an der Grenze zu Salzburg sowie die Gneise und Glimmerschiefern des Schwarzkopfs bei Bad Gastein im Salzburger Bezirk St. Johann im Pongau in Österreich, wo bis zu 9 cm große Pyritkristalle geborgen werden konnten
Bekannte Eisen- und Kupfer-Lagerstätten vom Skarn-Typ sind die Trepča Stan Terg Mine im Trepča-Komplex nordöstlich von Mitrovica im Kosovo mit mehrere Zentimeter großen Pyritkristallen und -Aggregaten sowie Pseudomorphosen nach Pyrrhotin, das Bergwerk Nikolaevskiy bei Dalnegorsk im Fernen Osten Russlands mit allgemein sehr gut ausgebildeten Sulfidmineral-Stufen (Arsenopyrit, Chalkopyrit, Galenit, Pyrit, Pyrrhotin, Sphalerit) sowie die Grube Fengjiashan nahe Daye in der chinesischen Provinz Hubei, wo Pyrit meist vergesellschaftet mit Quarz in teilweise dezimetergroßen Kristall-Aggregaten auftritt.

### Bedeutende Pyritfunde

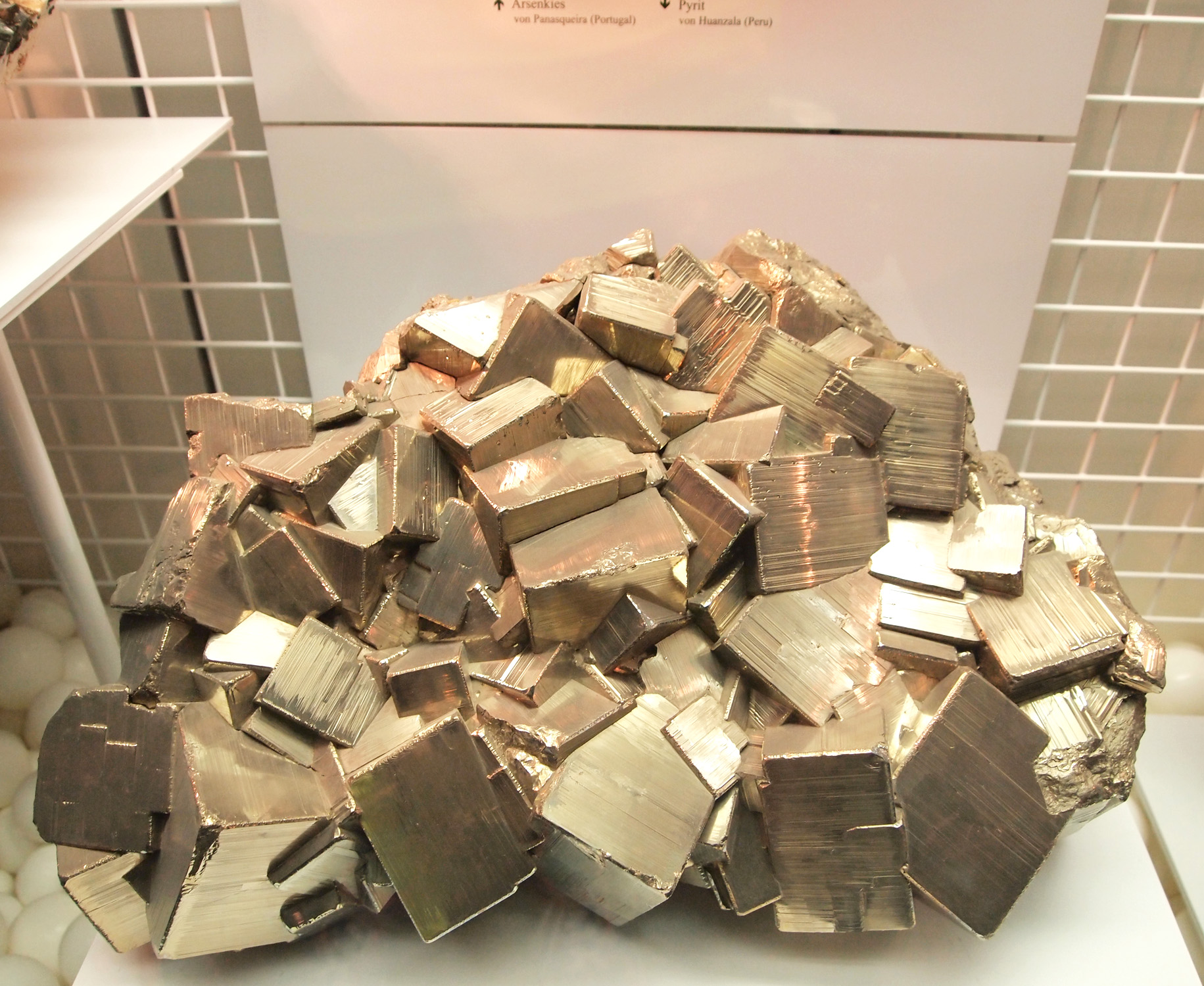
Große Pyrit-Kristallstufe aus der Blei-Zink-Grube Huanzala, Huallanca, Region Huánuco, Peru. Ausgestellt im Museum Mensch und Natur, München

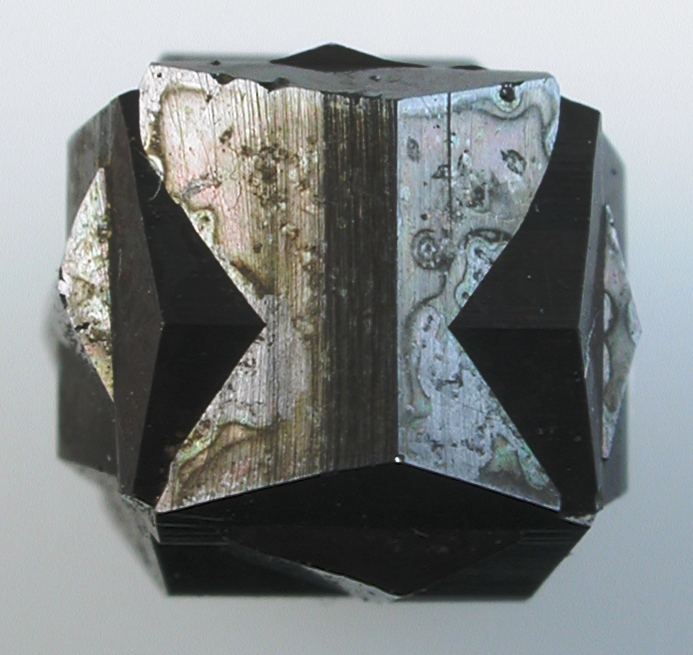
Eisernes Kreuz aus Lemgo, Ostwestfalen, NRW

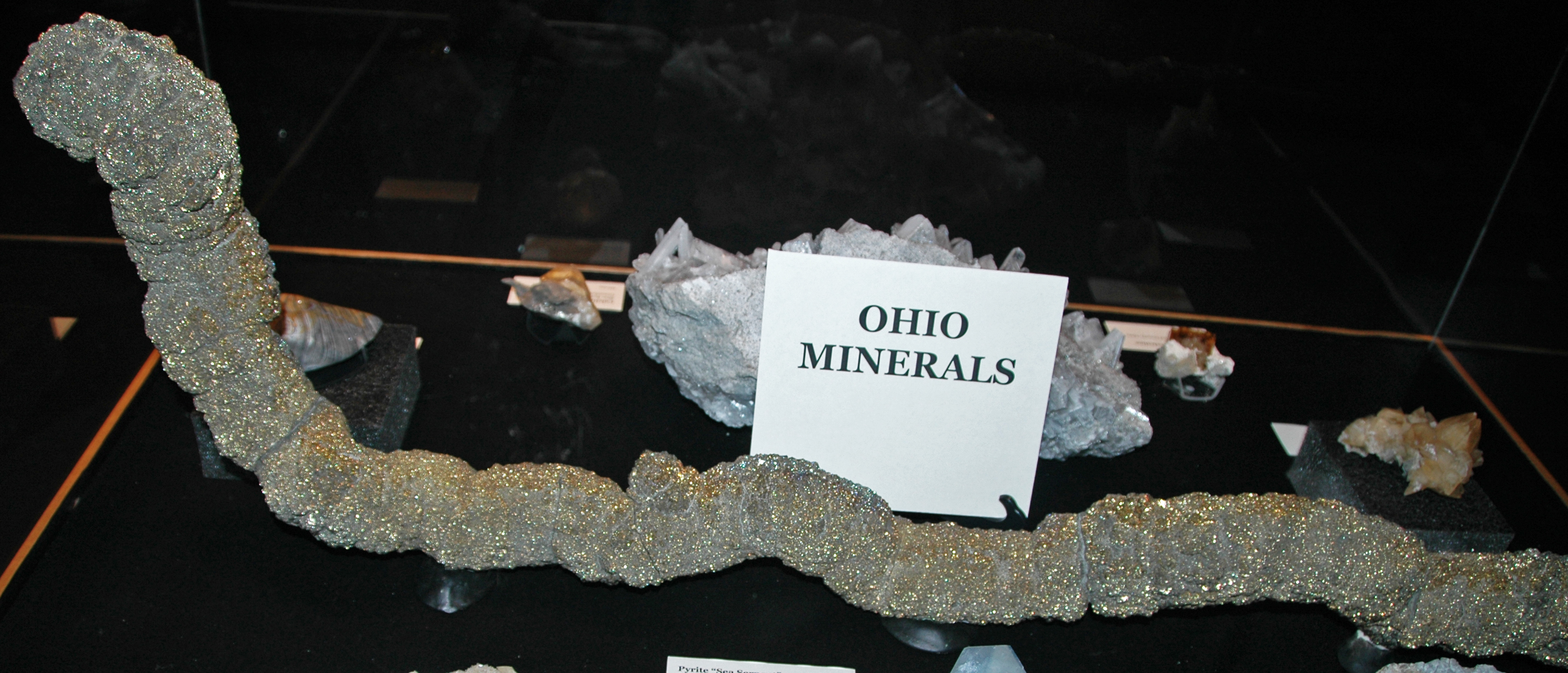
„Pyrit-Schlange“ aus dem Ross County, Ohio, USA

Die größten Pyritwürfel mit einer Kantenlänge von bis zu 50 cm wurden in den Bergwerken auf Chalkidiki in Griechenland gefördert. Bis zu 30 cm große Pyrite kennt man aus der Erzlagerstätte Climax (hauptsächlich Molybdänit, aber auch Kassiterit, Hübnerit und Pyrit) nahe dem gleichnamigen Ort im Lake County des US-Bundesstaates Colorado. Bis zu 35 kg schwere und bis zu 22 cm große Kristalle traten in der Gold-Lagerstätte Berjosowski (englisch Berezovsk) in der russischen Oblast Swerdlowsk zutage. Gut kristallisierter Pyrit mit bis zu 20 cm Durchmesser trat unter anderem in Rio Marina auf der Insel Elba in Italien sowie in der Sámo-Mine bei Hnúšťa in der Slowakei auf. Immerhin bis zu 15 cm große Kristalle fanden sich in Huallanca (Huánuco) und Santiago de Chuco in Peru, wobei Ausnahmefunde allerdings immer möglich sind.
Die Kupfererzgrube Cakmakkaya bei Murgul (bis 1987 Göktaş) in der Türkei bringt zwar weniger große, dafür aber außergewöhnlich formenreiche Pyritkristalle hervor. Neben mehrere Zentimeter großen Oktaedern fanden sich hier auch Kombinationen von Pentagondodekaedern (Pyritoeder) und Ikosaeder. Entstanden sind diese Pyrite in einer Kombination aus vulkano-sedimentären und hydrothermalen Erzabsätzen. Nebengesteine der Erzgänge sind Kalkstein sowie rhyolithische, trachytische, andesitische und basaltische Brekzien.
Berühmtheit besitzen auch die als „Eisernes Kreuz“ bezeichneten Kristallzwillinge, zwei nach dem Pyritgesetz verwachsene Pentagondodekaeder, aus dem Weserbergland, der Umgebung von Vlotho und im Extertal in Ostwestfalen, Deutschland. Ebenfalls bekannt ist das Ross County im US-Bundesstaat Ohio mit seinen teilweise bizarren Pyrit-Konkretionen, die sogenannten „Pyrit-Schlangen“.
Mit zu den größten sedimentär-exhalativen Vorkommen und ältesten Bergbaugebieten Spaniens gehören die Minen von Riotinto im Pyritgürtel der südiberischen Halbinsel (auch Rio Tinto, spanisch Faja Pirítica Ibérica), wo der Pyrit in Form feinkörniger Ablagerungen mit einer geschätzten Masse von etwa einer Milliarde Tonnen vorliegt, sowie der ebenfalls in Spanien gelegene Ort Navajún (La Rioja) mit den meisten Funden an perfekten und hochglänzenden Pyritwürfeln weltweit. Kristallgruppen können hier bis zu 30 cm aufweisen und die größten Würfel eine Kantenlänge von bis zu 6 cm (anderen Quellen zufolge auch bis 8 cm) Länge.

### Weitere bekannte Fundgebiete
Neben den beispielhaft genannten Lager- und Fundstätten der verschiedenen Bildungstypen waren und sind folgende Fundorte aufgrund außergewöhnlicher Pyritfunde bekannt:
Frankreich
- Steinbruch La Lande bei Plumelin in der Bretagne
- Steinbruch Aigue Bonne bei Saint-Raphaël an der Côte d’Azur im Département Var

Irland
- Die Silbergruben Ballygown South, Ballynoe und Mogul im Bezirk Silvermines, County Tipperary

Kanada
- Nanisivik auf der Baffininsel im Territorium Nunavut mit dem gleichnamigen, silberreichen Blei- und Zinkbergwerk, wo sehr gut ausgebildete Markasit- und Pyritkristalle, komplexe Kristallkombinationen sowie Zwillinge nach dem Eisernen Kreuz, Pseudomorphosen nach Markasit und epitaktische Verwachsungen der beiden[64] gefunden wurden.
- Elizabethtown-Kitley in den United Counties of Leeds and Grenville in Ontario mit dem Eisenbergwerk Shipman (auch Billings Mine) und bis zu 9 cm[65] großen Pyritfunden
- Der inzwischen verlassene Ort Elsa im Territorium Yukon, wo vor allem Silber, Blei und Zink abgebaut wurden, sich aber auch gut ausgebildete Pyrite und Markasite neben außergewöhnlichen, teilweise buntfarbig angelaufenen Polybasit- und Stephanitkristallen fanden

Norwegen
- Die Kommune Evje og Hornnes mit mehreren Feldspat-Steinbrüchen und gut ausgebildeten, zentimetergroßen Pyritwürfeln

USA
- Das Zn-Pb-Ag-Cu-Au-Mn-Bergwerk New Jersey Zinc Eagle Mine (kurz Eagle Mine oder auch Gilman Mine) bei Gilman im Eagle County von Colorado mit teilweise über 20 cm großen Pyritstufen
- Die Roxbury-Eisengrube im Litchfield County von Connecticut ist zwar hauptsächlich als größtes Sideritvorkommen in Nordamerika bekannt, liefert aber auch hervorragende Pyritkristalle[66]

Sonstige
Auch in Gesteinsproben aus den Hydrothermalfeldern des Mittelatlantischen Rückens, des Zentralindischen Rückens, des Ostpazifischen Rückens (Chinesisches, Japanisches und Ochotskisches Meer) sowie außerhalb der Erde auf dem Mond im Mare Crisium, dem Landegebiet der Luna-24-Mission fand man Pyrit.

### Verwitterung
In sauerstoffreicher Umgebung z. B. in der Oxidationszone von Sulfidlagerstätten ist Pyrit der Verwitterung ausgesetzt und wandelt sich daher langsam um. Dabei wird zunächst der Schwefel durch Oxidation von S2− in (SO4)2− überführt und es entstehen Eisensulfate wie beispielsweise Melanterit (Eisenvitriol) oder Copiapit. Durch Abtransport des Schwefels in Lösungen bleibt das nun dreiwertige Eisen übrig und bildet mit Sauerstoff Oxide und Hydroxide wie unter anderem Limonit (Gemenge aus hauptsächlich Goethit und Lepidokrokit) und schließlich Hämatit durch Dehydratisierung von Limonit.
Bei entsprechend langsamer Umwandlung entstehen auf diese Weise auch Pseudomorphosen von Goethit beziehungsweise Limonit nach Pyrit, die im Kern unter Umständen noch Reste von Pyrit enthalten können. Die Oxidation von Pyrit setzt allerdings so viel Energie frei, dass er sich vor allem bei feinkörniger Ausbildung selbst entzünden und dabei Grubenbrände auslösen kann. So wurde unter anderem ein Brand von Kohleflözen bei Ravat am Jaghnob-Fluss (auch Yagnob) in Tadschikistan ausgelöst, der bereits seit über 2000 Jahren wütet (also bereits zu Zeiten Alexanders des Großen).
Auch Pyrite in häuslichen oder musealen Sammlungen zerfallen unter dem Einfluss von Luftsauerstoff und -feuchtigkeit mit der Zeit. Die sogenannte „Pyritkrankheit“ (englisch pyrite disease) beginnt mit Ausblühungen (siehe auch Mineral-Aggregat, Krusten, Effloreszenz), wodurch Risse entstehen, entlang derer die Proben schließlich zerbröseln und zerfallen. Am stabilsten sind dabei gut ausgebildete Kristalle und Stufen mit glatten Kristallflächen, die teilweise Jahrhunderte überdauern können. Durch Oberflächenbehandlung lässt sich der verwitterungsbedingte Zerfall zusätzlich verlangsamen. Beschleunigend wirkt dagegen zu hohe Luftfeuchtigkeit.

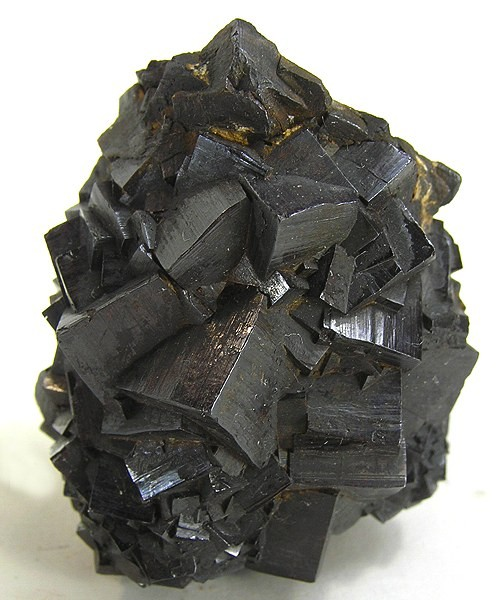
Pseudomorphose von Goethit nach Pyrit aus dem Steinbruch Pelican Point, Utah Lake, USA
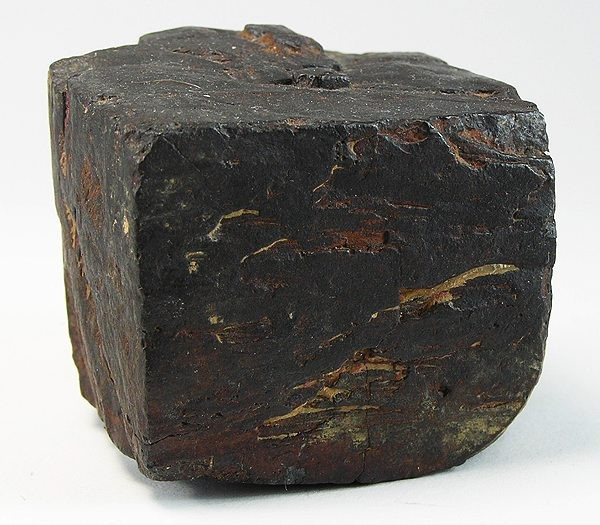
Pseudomorphose von Limonit nach Pyrit aus Minas Gerais, Brasilien
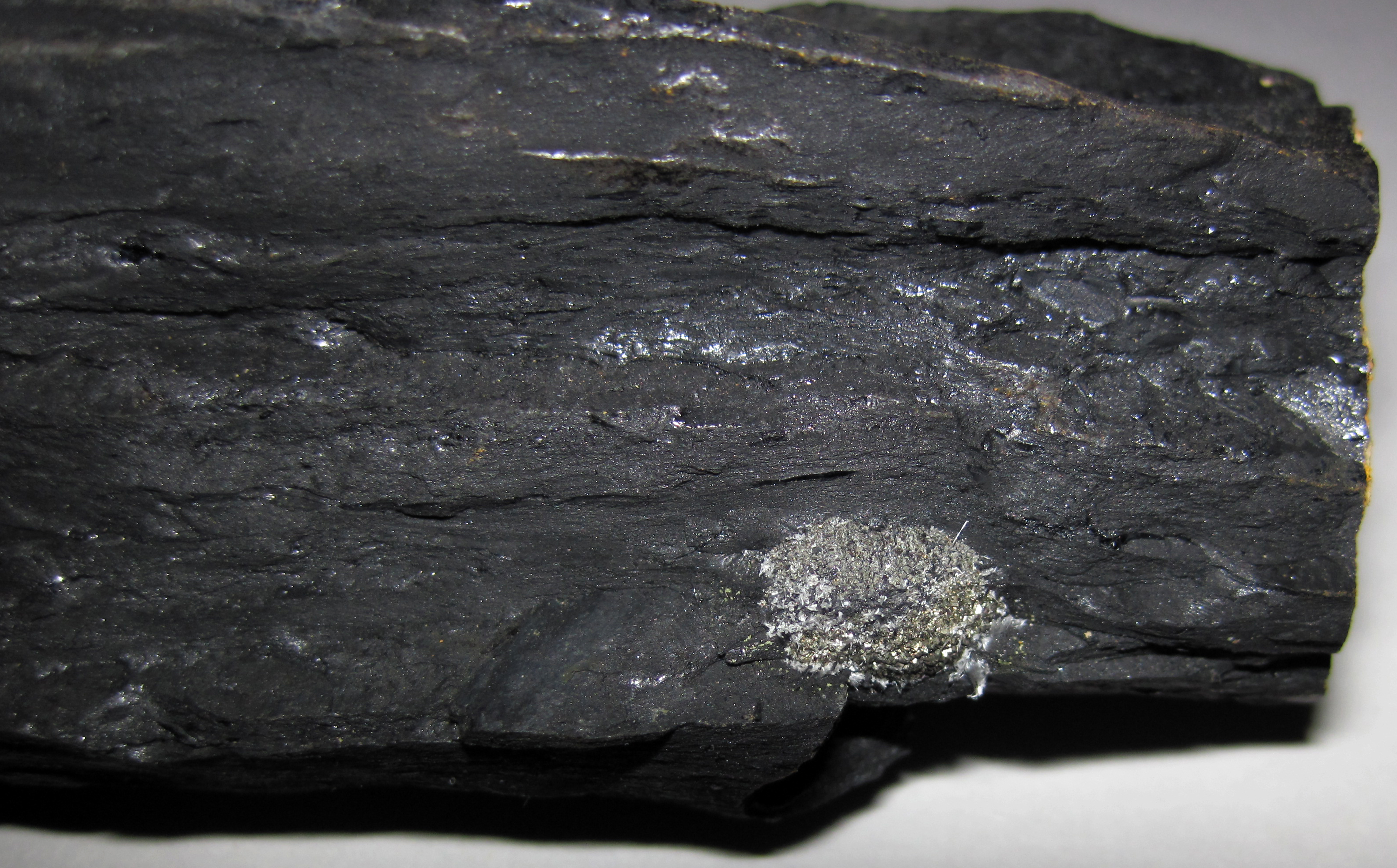
Cannelkohle (auch Kannel- oder Kännelkohle) mit eingelagertem Pyrit mit „Pyritkrankheit“ (weißes Pulver auf den Resten des goldgelben Pyrits ist Eisensulfat)

## Biologische Bedeutung
Einer Theorie des Biochemikers Günter Wächtershäuser zufolge kann der Beginn der für das Leben notwendigen chemischen Prozesse auf Pyrit entstanden sein. Das Leben entstand unter anaeroben Bedingungen, wie sie auch für die Entstehung von Pyrit nötig sind. Um einfachste chemische Stoffwechselvorgänge in Gang zu bringen und zu erhalten, bietet Pyrit mehrere Voraussetzungen. Einerseits wirkt die positive Ladung der Kristalloberflächen von Pyrit günstig auf den Zusammenhalt der überwiegend negativ geladenen Bausteine zur Synthese organischer Moleküle ein. Andererseits liefert das Pyritwachstum genug Energie und Dynamik, um Synthesereaktionen von Biomolekülen anzutreiben und aufrechtzuerhalten (siehe auch Chemische Evolution#Eisen-Schwefel-Welt).
Als Indiz für diese Möglichkeit der Entstehung von Lebensprozessen kann nach Wächtershäuser unter anderem die Tatsache dienen, dass auch heute noch in zahlreichen biochemischen Vorgängen Eisen und Schwefel eine wichtige Rolle spielen; grundlegend z. B. als Eisen-Schwefel-Cluster in Enzymen anaerober Lebensformen.

## Verwendung

### Als Rohstoff
Pyrit ist neben elementarem Schwefel der wichtigste Schwefel-Rohstoff zur Herstellung von Schwefelsäure. Durch oxidierendes Rösten erfolgt dabei zunächst die Umwandlung des Eisensulfids mithilfe von Sauerstoff in Eisen(III)-oxid und Schwefeldioxid. Letzteres wird weiter zu Schwefeltrioxid und schließlich zu Schwefelsäure verarbeitet.
Das bei der Schwefelsäuregewinnung übrigbleibende Eisen(III)-oxid (auch Purpurerz oder Kiesabbrand, Fe2O3) wird in Hochöfen zu Eisen verarbeitet. Des Weiteren findet Kiesabbrand auch als Poliermittel und Farbengrundstoff Verwendung. Ein bekanntes Poliermittel war das in Bodenmais im Bayerischen Wald durch vorsichtige Oxidation von Pyrit und Pyrrhotin hergestellte Polierrot.
Im Jahr 1999 wurden in Europa nur noch ca. drei Millionen Tonnen Pyrit zur Schwefelsäuregewinnung geröstet, der größere Anteil Schwefelsäure wird inzwischen aus der Entschwefelung fossiler Brennstoffe und anderer Abgase erhalten.
Historisch wurden Pyrit und Markasit zur Vitriolgewinnung verwendet. Diese wurden auf Halden der Verwitterung ausgesetzt – dem Pyrit musste dazu vorher ein Teil des Schwefels mithilfe von speziellen „Schwefelöfen“ ausgetrieben werden, während Markasit von allein verwitterte (daher auch dessen Synonym Vitriolkies) – und wandelten sich dabei langsam in Vitriol (hier: Eisenvitriol) um. Die Sickerwässer wurden aufgefangen und das enthaltene Vitriol ausgelaugt.
Neben der Herstellung von Vitriol wurde Pyrit auch zur Gewinnung von Alaun gebraucht, das heißt aus geröstetem und ausgelaugtem, pyrithaltigem Alaunschiefer gewonnen. Pyrit bildete dabei während der Herstellung die Grundlage der zur Bildung von Aluminiumsulfat nötigen Schwefelsäure, das zusammen mit Kaliumsulfat zu Kalialaun weiterverarbeitet wurde.
Bei örtlicher Anreicherung mit Kupfer z. B. durch Beimengungen an Chalkopyrit wird Pyrit auch als Kupfererz und durch Beimengungen an Gold auch als Golderz gewonnen.
Bei der Herstellung von hochwertigem Stahl wie beispielsweise rostfreiem Stahl wird Pyrit zur Verbesserung der Bearbeitbarkeit beigefügt. Ursache dafür ist die Eigenschaft des Schwefels, im Stahl eine Schwefelmatrix zu bilden.
Forscher der Empa und der ETH entwickelten 2015 auf der Suche nach einer kostengünstigen Alternative für Lithium-Ionen-Akkus eine sogenannte „Katzengold-Batterie“, bei der die Anode (Pluspol) aus Magnesium und die Kathode (Minuspol) aus Pyrit besteht. Das zugehörige Elektrolyt besteht aus Magnesium- und Natriumionen. Die Vorteile dieser neuen Batterie sind neben den gegenüber Lithium wesentlich günstigeren Rohstoffpreisen von Magnesium (15-mal günstiger) und Pyrit, dass sie nicht explodieren kann, da Magnesium als Anode sicherer als Lithium ist. Hinzu kommt nach bisherigen Forschungsergebnissen, dass der Katzengold-Akku langlebiger zu sein scheint, da er auch nach 40 Lade- und Entladezyklen kaum an Leistungsfähigkeit verloren hatte. Der einzige Nachteil sei nur die Leistung insgesamt, die noch eher niedrig ist, was die Nutzung in mobilen Geräten und Elektroautos bisher ausschließt.

### Schmuckstein und Sammelobjekt

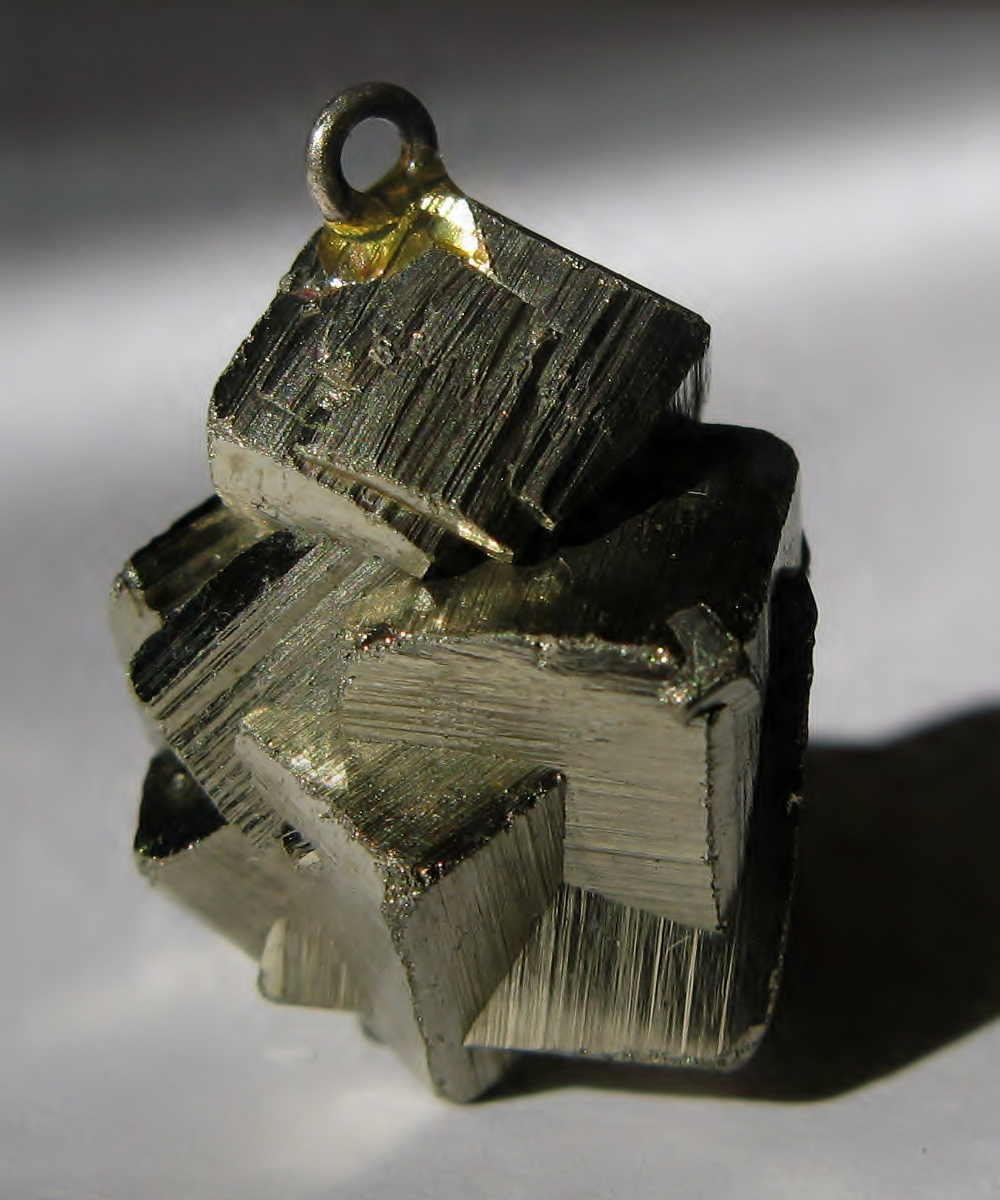
Pyritzwilling als Anhänger

Pyrit gehört zwar zur Gruppe des Trauerschmucks, wird aber auch bei anderen Gelegenheiten getragen und zu Schmucksteinen meist in natürlicher Form als Anhänger oder Brosche verarbeitet, aber auch geschliffen unter anderem als Ringstein oder an Halsketten. Bei den Maya war Pyrit im 9. Jahrhundert zudem neben Jade, Cinnabarit, Hämatit, Quarz, Serpentinit und Türkis ein beliebter Zahnschmuck, für die passgenau Löcher in die Frontzähne gebohrt wurden.
Allerdings ist Pyrit als Trageschmuck nicht besonders geeignet, da er empfindlich gegenüber Wärmeeinwirkung ist, was schon beim Fassen Probleme bereitet. Aufgrund seiner Empfindlichkeit gegenüber Säuren „erblinden“ die Kristallflächen mit der Zeit. Da Pyrit dem Markasit sehr ähnlich ist, gelangt er oft unter dieser fälschlichen Bezeichnung in den Handel. Markasit ist allerdings noch empfindlicher und zerfällt nach einigen Jahren.
Als Sammelobjekt sind Pyrite vor allem als gut ausgebildete Kristalle und Stufen sowie als pyritisierte Fossilien begehrt. Berühmte Fundstellen waren und sind hier unter anderem Elba in Italien für bis zu 15 cm große, scharfkantige und hochglänzende Pyritoeder, Zentral-Peru (Cerro de Pasco, Chungar und andere) für teilweise zentnerschwere Kristallstufen mit bis zu 10 cm großen Würfeln und Kombinationen, Navajún in Nordspanien für die weltweit meisten und perfektesten Würfel sowie bis zu 30 cm großen Kristallgruppen, Stratoni auf der griechischen Halbinsel Chalkidiki mit hochglänzenden Stufen, Würfeln, Oktaedern und Pyritoedern sowie häufiger Riesenkristallbildung von bis zu 50 cm Kantenlänge sowie das sächsisch-böhmische Erzgebirge für Pseudomorphosen von Pyrit und Markasit nach Pyrrhotin von mehreren Zentimetern Größe.

## Bedeutung für die Umwelt
Der in Braunkohle und Steinkohle enthaltene Pyrit und andere Schwefelverbindungen geben im Verbrennungsprozess den enthaltenen Schwefel als Schwefeldioxid (SO2) an die Rauchgase ab. Wenn dieses Gas in die Atmosphäre gelangt, bildet sich in Wassertröpfchen Schweflige Säure, die wesentlich zum Entstehen des „sauren Regens“ beiträgt. Durch Maßnahmen der Rauchgasentschwefelung kann das Schwefeldioxid weitgehend zurückgehalten werden.
Auch der in grundwasserführenden Schichten enthaltene Pyrit kann in Gegenwart von Sauerstoff oxidiert werden. Diese Oxidation wird überwiegend durch Bakterien katalysiert. Eine große Bedeutung hat die Oxidation des Pyrits durch denitrifizierende, eisen- und schwefeloxidierende Bakterien mit Nitrat als mittelbarem Oxidationsmittel. Dies ist ein aus mehreren abiotischen und bakteriellen Redoxreaktionen bestehender Prozess, bei dem letztlich der Sulfidschwefel des Pyrits zu Sulfat (SO42−) oxidiert und Nitrat zu elementarem, molekularem Stickstoff (N2) reduziert wird. Man bezeichnet diesen Vorgang als „Denitrifikation“ durch Pyrit. In den Wassergewinnungsgebieten der Stadtwerke Hannover AG werden auf diese Weise jährlich größenordnungsmäßig 1000 Tonnen Pyrit umgesetzt.
Da nach der Trinkwasserverordnung der Grenzwert für Nitrat mit 50 mg/l niedriger ist als der für Sulfat mit 240 mg/l, bedeutet die Denitrifikation durch Pyrit im Hinblick auf die Einhaltung des Nitratgrenzwertes eine Entlastung. Das im Pyrit enthaltene Eisen und andere metallische Begleitelemente wie Mangan oder Nickel können teilweise in das Wasser übertreten und müssen bei der Trinkwasseraufbereitung eliminiert werden.
Der in der Braunkohle enthaltene Pyrit ist eine der Quellen für die Übersäuerung von Restlöchern.

## Esoterik

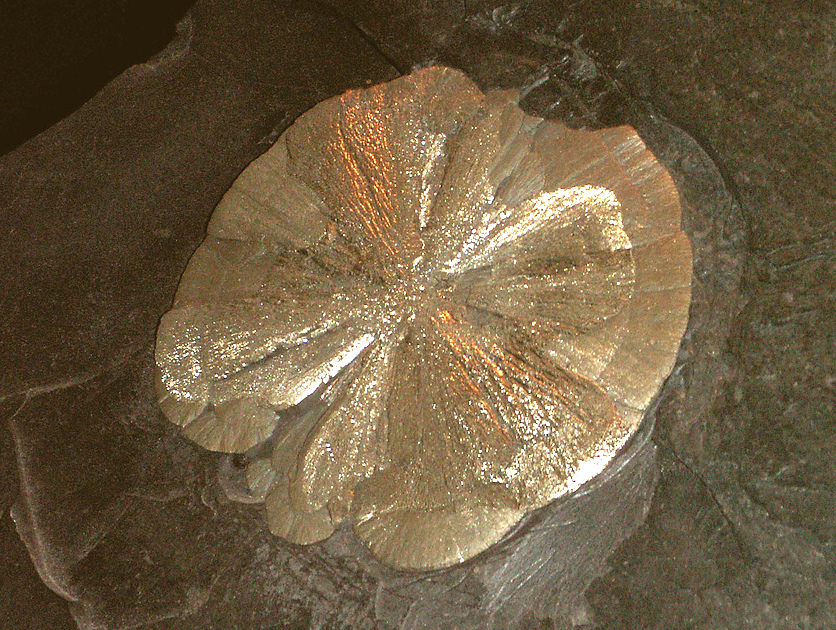
Pyritsonne

Von Esoterikern wird Pyrit als Heilstein gegen Arthritis und Ischiasschmerzen eingesetzt. Radialstrahlig gewachsener Pyrit – eine sogenannte „Pyritsonne“ – soll als Amulett-Anhänger am Hals getragen zum einen gegen Magen- und Verdauungsstörungen wirken und zum anderen das Immunsystem stärken. Wissenschaftliche Belege für die Wirksamkeit liegen jedoch nicht vor.